# Jean Baptiste Gaspard Bochart de Saron
Jean Baptiste Gaspard Bochart de Saron, numit și Bochart-Saron (n. 16 ianuarie 1730 – d. 20 aprilie 1794) a fost un magistrat, astronom și matematician francez.
În 1779 devine membru al Academiei Franceze de Științe.
A înființat un cabinet pentru confecționarea și perfecționarea instrummtelor astronomice.
Bochart de Saron a fost primul care a anunțat că noul astru descoperit de William Herschel este o planetă și nu o cometă și că traiectoria acestui astru este circulară și nu parabolică.
A fost președinte al Parlamentului francez.
A fost executat prin ghilotinare, deoarece în 1793 a protestat împotriva presiunii parlamentului.

## Scrieri
Cea mai valoroasă scriere a sa este: Théorie du mouvement elliptique et la figure de la terre (1784).
1. ↑  DE SARON Jean-Baptiste-Gaspard Bochart, annuaire prosopographique: la France savante, accesat în 9 octombrie 2017
2. ↑  Jean-Baptiste-Gaspard Bochart de Saron [Bochart-Saron]
3. ↑  IdRef, accesat în 4 mai 2020